# Marlena Zagoni
Marlena Zagoni (romanès: Marlena Predescu)  (Lucieni, 22 de gener de 1951 - 31 de juliol de 2025), de soltera Predescu, fou una remadora romanesa que va competir durant la dècada de 1970.
El 1976 va prendre part en els Jocs Olímpics de Mont-real, on fou sisena en la prova del vuit amb timoner del programa de rem. Quatre anys més tard, als Jocs de Moscou, guanyà la medalla de bronze en la competició del dos sense timoner del programa de rem. En el seu palmarès també destaquen dues medalles de bronze al Campionat del món de rem, el 1974 en el quatre amb timoner i el 1975 en el dos sense timoner.